# Коростенська районна рада
Коросте́нська райо́нна ра́да — орган місцевого самоврядування Коростенського району Житомирської області. Розміщується в місті обласного значення Коростень.

## Склад ради

### VIII скликання
Загальний склад ради — 42 депутати.
25 жовтня 2020 року, на чергових місцевих виборах, було обрано 42 депутати ради, з них (за суб'єктами висування): «Наш край» — 10, «Слуга народу» — 8, Радикальна партія Олега Ляшка — 6, «Опозиційна платформа — За життя», «Європейська Солідарність» та Всеукраїнське об'єднання «Батьківщина» — по 5, «За майбутнє» — 3.
2 грудня 2020 року, на першій сесії ради, головою обрали депутатку від «Слуги народу» Юлію Гаєвську, начальника Малинського відділення виконавчої дирекції фонду соціального страхування.
15 грудня 2020 року, на другому пленарному засіданні першої сесії, заступником голови районної ради обрали депутатку від партії «Наш край» Олену Харченко, місцеву підприємицю.

### VII скликання
Загальний склад ради: 37 депутатів.
Виборчий бар'єр на чергових місцевих виборах 2015 року подолали місцеві організації семи політичних партій, котрі створили сім депутатських фракцій. Найбільше депутатських місць отримала «Європейська солідарність» — 12; далі розташувались: Всеукраїнське об'єднання «Батьківщина» — 6, Народна партія та «Опозиційний блок» — по 5 депутатів, партія «Справедливість» — 4, Радикальна партія Олега Ляшка — 3 мандати та Всеукраїнське об'єднання «Свобода» — 2 місця.
25 листопада 2015 року, на першій сесії районної ради VII скликання, головою ради було обрано представника «Європейської Солідарности» Клименка Василя Івановича.
9 серпня 2019 року голову районної ради було затримано при отриманні хабаря.

## Колишні голови ради
- Рудченко Юрій Миколайович — 2014—2015 роки[7].
- Клименко Василь Іванович — 2015—2020 роки.